# Río Salado (Buenos Aires)
Pour les articles homonymes, voir Río Salado.
Le río Salado est un fleuve argentin qui baigne la province de Buenos Aires. 

## Géographie
Il se dirige d'ouest-nord-ouest vers l'est-sud-est, dans la moitié nord de la province. Il est issu du lac d'El Chañar, à la frontière avec la province de Santa Fe, à seulement 40 mètres d'altitude. Il coule sur une longueur de 640 km avant d'atteindre l'océan Atlantique à la baie de Samborombón, quelque 170 km au sud-est de la ville de Buenos Aires.
Le bassin versant du fleuve couvre 170 000 km2, soit la moitié de la superficie de la dite province, ayant une moyenne de précipitations de 800 à 900 mm annuellement. Sa très faible déclivité provoque régulièrement des inondations dans les régions basses de son parcours. 
Il traverse les villes de Junín, Roque Pérez et General Belgrano, ainsi que nombre de zones humides, marécages et lagunes. Son cours inférieur a été canalisé pour améliorer le 
drainage du débit du fleuve. Plus ou moins 1 million d'habitants vivent dans son bassin.

## Histoire
Aux XVIIe et XVIIIe siècles, le fleuve servait de limite entre les zones colonisées par les Espagnols et celles qui étaient sous contrôle des Amérindiens.
On l'appelle parfois río Salado del Sur (« río Salado du sud »), par opposition à l'autre río Salado, ou río Salado del Norte, qui traverse le Gran Chaco et baigne Santa Fe.

## Hydrologie
Son débit moyen ces dernières années a été estimé à 88 m3/s, ce qui est peu. Une partie de ses eaux s'infiltre pour alimenter l'aquifère Puelche, une autre s'évapore dans les marais et lagunes qui jalonnent son parcours. Le río Salado présente de fortes variations annuelles de débit. 

### Les débits mensuels à la station de Casanas
Le débit du río Salado a été observé durant une période de 8 ans (1968-1975) à la station de Casanas située au sud-est de Buenos Aires, peu en amont de l'embouchure du fleuve dans la baie de Samborombón . 
À Casanas, le débit annuel moyen ou module observé sur cette période était de 54,8 m3/s.